# ブルネイ川
ブルネイ川（ブルネイがわ、Sungai Brunei）はブルネイ・ダルサラーム国を北東方向に向かって流れ、ブルネイ湾（Brunei Bay）に注ぐ河川。
ブルネイの伝統的な住宅地区のカンポン・アイール（水上集落）はこの川の上にある。カンポン・アイールの住民は水上タクシーで自宅と対岸を行き来するため、ブルネイ川をモーターボートが行きかっている。ブルネイの首都・バンダルスリブガワン、ブルネイの国王の正式な居所であるイスタナ・ヌルル・イマンもこの川の岸に位置する。この川の上流はブルネイ西部にとって重要な淡水の水源になっている。
川にはマングローブが茂り、マングローブスネークや巨大なワニが生息している。日本の製品評価技術基盤機構はブルネイ政府と微生物の共同開発を行っており、2010年5月にこの川で調査を実施した。